# Dayane
Dayane de Fátima da Rocha, plus communément appelé Dayane Rocha ou simplement Dayane, est une footballeuse brésilienne née le 13 mai 1985 à Curitiba.

## Biographie
Pratiquant le football et le futsal, elle évolue en tant qu'attaquante et joue pour des clubs professionnel au Brésil, en France, en Espagne et en Italie.
Elle découvre le football européen en étant prêtée à l'Olympique lyonnais en 2006.
Elle évolue également pour le Club Irex Puebla (en)  et pour le Sporting Huelva en Superliga espagnole.
Elle est sélectionnée pour participer aux Jeux olympiques d'été de 2004 avec le Brésil pour remplacer Kelly (en) qui s'était cassé la clavicule.
Elle est transférée au Bardolino Vérone en août 2009. En mars 2011, Dayane obtient la nationalité italienne, ce qui lui permet d'être traitée comme une joueuse locale en Serie A avec le Bardolino Vérone.
Dayane retourne au Brésil en 2010 pour terminer son parcours universitaire. Elle joue pour le SE Kindermann (en) lors de la Copa do Brasil 2010. Après une pause dans sa carrière, elle revient dans les rangs de Kindermann en 2013.
Tout au long de sa carrière de footballeur en extérieur, elle pratique régulièrement le futsal et se concentre exclusivement sur ce dernier en 2013. Elle reste en Italie et joue avec succès pour une série de clubs de futsal italiens,, dont Isolotto, Olimpus Roma, Montesilvano, Cagliari et Granzette (qui change son nom pour Rovigo Orange en 2022).